# الروس (حجة)
الروس هي إحدى قرى الجمهورية اليمنية. وهي تتبع جغرافيًا لمحافظة حجة. وإداريًا لمديرية نجرة. يبلغ تعداد سكانها 1361 نسمة حسب الإحصاء الذي جرى عام 2004.